# 東根大櫸樹
東根大櫸樹（日语：／ Higashine no Ōkeyaki */?）是位於日本山形縣東根市本丸南的東根市立東根小學校內的一棵櫸樹，與群馬縣的原町大櫸樹、山梨縣的三惠大櫸樹並稱「日本三大櫸樹」，在環境廳於1991年的調查報告中，在櫸樹中僅次於福島縣的天子櫸樹以及三惠大櫸樹排在第三位，不過由於兩者已經嚴重損毀，渡邊典博認為大可稱東根大櫸樹為日本第一，而在金澤大學教授里見信生於1980年發表的「日本櫸見立番付表」中則是「東之橫綱」，同時也入選配合國際花與綠博覽會而舉辦的「新日本名木100選」，也是日本特別天然紀念物中唯一獲指定的櫸樹。

## 規模
櫸樹的樹齡方面，文化廳認為超過一千年，環境省則認為超過一千五百年，東根市根據縣立林木試驗場的農學博士大津正英的說法也持同樣的意見，櫸樹高28米，直徑5米，過去曾一度達約35米。樹圍方面，文化廳認為是約24米，樹幹東邊相對於西邊高1.5米，東西兩邊的樹圍分別是12.6米和16米，環境省的數據庫則記載樹圍為15.6米，在日本全國內排第26位，只算櫸樹的話則是首位，在山形縣內則是第三位。櫸樹從地面高約5.5米處形成分枝，以西南邊的枝幹為主幹，東南西北的樹枝分別長18米、12米、11米和7米，露出的樹根長約1.5米，另一方面高橋弘推測櫸樹是有兩棵櫸樹結合而成。此外，樹幹亦有一個寬約兩塊疊蓆的樹洞，據稱以前曾經有乞丐借宿於此，亦有生火的痕跡，另外過去也流傳穿過樹洞的話便可以懷上小孩，不過目前被欄柵所包圍，禁止進出。

## 歷史
櫸樹的所在地在南北朝時代的正平2年或貞和3年（1347年）時是小田島長義興建的東根城（小田島城）的本丸。原本有稱為雌櫸和雄櫸的兩棵櫸樹，根據幕末松前藩東根陣屋繪圖記載，當時在本丸和二之丸附近尚種植了22棵櫸樹，而雄櫸則在1885年枯毀，而雌櫸即是現在的東根大櫸樹。其後，東根市立東根小學校在1874年創校，該校小學生的日課就是要向櫸樹打招呼，甚至有櫸孩（けやきっ子）的稱呼，校歌歌詞中也使用了「大櫸」一詞，而每年的4月29日（昭和之日）時，該校的小六學生都會將注連繩奉納至櫸樹。1926年10月20日，櫸樹獲指定為天然紀念物，1957年9月11日上調為特別天然紀念物。2020年12月17日，櫸樹遭遇大雪，導致直徑約70厘米，長約11.7米的粗枝從高約15米的地方斷落，樹木醫到場調查後認為對櫸樹本身沒有影響，在這之前每隔三年便會更換鋼絲繩以防積雪壓斷樹枝，而對上一次更換則是2019年12月。

## 外部連結
- . 山形縣教育廳.   [2021-08-22]. （原始内容存档于2021-08-22） （日语）.